# П'юро
П'юро (італ. Piuro) — муніципалітет в Італії, у регіоні Ломбардія, провінція Сондріо.
П'юро розташоване на відстані близько 560 км на північний захід від Рима, 100 км на північ від Мілана, 40 км на північний захід від Сондріо.
Населення — 1921 особа (2014).

## Демографія
Населення за роками:

Станом на 1 січня 2023 року в муніципалітеті офіційно проживало 48 іноземців з 17 країн, серед них 8 громадян країн Євросоюзу та 7 громадян України.

## Сусідні муніципалітети
- Аверс
- Камподольчино
- К'явенна
- Феррера
- Мадезімо
- Новате-Меццола
- Прата-Кампортаччо
- Сан-Джакомо-Філіппо
- Сольйо
- Вілла-ді-К'явенна